# Малас, Ставрос
Ставрос Малас (греч. Σταύρος Μαλάς; род. 10 июня 1967, Agios Sergios) — кипрский политический деятель. Министр здравоохранения Кипра с 2011 по 2012 год. Ранее он был специальным советником Комиссара по здоровью и безопасности пищевых продуктов с 2008 по 2009 год.

## Биография
Родился 10 июня 1967 года в местечке Агиос-Сергиос под Фамагустой на севере Кипра, где преимущественно проживают турки-киприоты.
В 1974 году, после захвата северной части острова Турцией (в ответ на государственный переворот на Кипре, совершенный при поддержке существовавшей в Греции военной хунты), семья перебралась на юг острова в город Пафос.
После службы в армии, в 1987 году, Ставрос Малас поступил в Университетский колледж Лондона (в составе Лондонского университета), во время учебы подрабатывал официантом. Имеет докторскую степень в области генетики.
После окончания колледжа с 1995 года занимался научной деятельностью в Имперском колледже Лондона. В 2001 году вернулся на Кипр и создал исследовательскую группу при Институте неврологии и генетики. Был национальным представителем Кипра в нескольких комитетах по разработке политики в области биомедицинских исследований Европейской комиссии.
С 2002 году представлял Кипр в различных проектах Европейской комиссии в области биомедицины. В 2006 году он был награжден Фондом содействия исследованиям за лучшую работу по обеспечению финансирования европейских исследований в рамках программы Европейской комиссии «Сотрудничество». В 2008—2009 годах был специальным советником европейского комиссара по вопросам здравоохранения, а также возглавлял группу наблюдателей Инициативы ЕС в области медицинских инноваций. Он консультировал финансовые учреждения по оценке исследовательских программ и публиковал исследования в международных научных журналах. До своего назначения министром он был научным сотрудником Кипрского и Лондонского университетов по подготовке докторских диссертаций соискателями докторской степени.
В августе 2011 года Малас был назначен в правительство Кипра министром здравоохранения.
В июне 2012 года он решил баллотироваться в качестве независимого кандидата на президентских выборах 2013 года. В сентябре 2012 года он был официально объявлен независимым кандидатом при поддержке АКЭЛ.
Заняв второе место в первом туре выборов с 26,91 % голосов, он вышел во второй тур, который состоялся в феврале 2013 года. Во втором туре он проиграл Никосу Анастасиадису, набрав 42,52 % голосов.
Малас также баллотировался в качестве независимого кандидата на президентских выборах 2018 года, вновь получив поддержку АКЭЛ. В случае победы намеревался бороться с растущим, по его мнению, на Кипре неравенством доходов, оказывать поддержку малоимущим гражданам, стимулировать малый и средний бизнес, в первую очередь фермерские хозяйства, туристические компании и предприятия, работающие на экспорт. Также обещал сформировать кабинет министров, наполовину состоящий из женщин. В числе внешнеполитических инициатив Маласа был созыв конференции ООН с целью объявления Восточного Средиземноморья и Ближнего Востока зоной, свободной от оружия массового уничтожения. Обещал продолжить переговоры по объединению Кипра. В первом туре выборов, состоявшихся 28 января 2018 года, Малас получил 30,24 % голосов, пройдя во второй тур вместе с Анастасиадисом, который подавал заявку на переизбрание. Во втором туре он проиграл Анастасиадису, получив 44,01 % голосов.

## Личная жизнь
Отец — Дионисис Малас. Он состоял в подпольной организации ЭОКА, целью которой было освобождение острова от британских колонизаторов и последующее объединение с Грецией (ЭОКА прекратила деятельность незадолго до предоставления Кипру независимости в 1960 году). Позже Дионисис Малас входил в окружение первого президента Республики Кипр архиепископа Макариоса (1959—1977).
Дядя — Хараламбос Мускос.
Женат с 1994 года на Захаруле Мале, которая работает преподавателем, по образованию историк и филолог. В семье четверо детей: Дионис, Джордж и близнецы Фиби и Гарри.
В числе увлечений Маласа рыбалка и охота.